# Гедеон Софийски
Гедеон (на гръцки: Γεδεών, Гедеон) е гръцки духовник от XIX век, епископ на Вселенската патриаршия.

## Биография
Роден e в цариградското предградие Юскудар (Скутари). През април 1839 година е избран за титулярен лампсакски епископ и назначен за викарий на Кизическата митрополия. През август 1841 година е избран за мраморноостровен митрополит.
На 14 юли 1853 година е избран за софийски митрополит. В София, Гедеон се включва в започналата при предшественика му кампания за събиране на пари за нов митрополитски храм и дарява 15 000 гроша. На 25 април 1856 година е съборена старата и прогнила църква „Света Неделя“. Новият храм е проектиран като трикорабна базилика с дължина (с олтарната абсида) – 35,50 m и ширина 19 m, като ръководител на строежа е известният пещерски майстор Петър Казов, потомък на преселници костурчани. До есента на 1860 година в строежа потъват над половин милион гроша и след скандали за присвояване, работата спира. Строежът е възстановен в ранната пролет на 1863 година, като този път е сключен договор с брациговския майстор строител Иван Боянин. Украсяването на храма се протаква няколко години и след няколко отлагания е осветен на 11 май 1867 година.
След Великденската акция от 3 април 1860 година, Софийската община успява да склони Гедеон да отхвърли Патриаршията, както това прави Паисий Пловдивски, но на 19 април 1861 година Гедеон е отзован от Патриаршията. В същия месец е избран за втори път за мраморноостровен митрополит.
Умира на 12 януари 1877 година.